# WiLL
Die Marke WiLL war ein gemeinsames Marketingkonzept einer kleinen Gruppe japanischer Unternehmen, die beschlossen, von 2. August 1999 bis Juli 2004 ausschließlich in Japan Produkte und Dienstleistungen anzubieten, die sich vor allem an eine jüngere Zielgruppe richten. Die teilnehmenden Unternehmen waren die Kao Corporation (ein Hersteller von Körperpflegemitteln, Haushaltsreinigern und Kosmetika), Toyota, Asahi Breweries, Panasonic, Kinki Nippon Tourist Company, Ltd, Ezaki Glico Candy, und Kokuyo Co, Ltd. (ein Hersteller von Büromöbeln und Schreibwaren).
Einen ähnlichen „jugendorientierten“ Ansatz verfolgte Toyota auch in Nordamerika mit dem „Project Genesis“-Programm. Dieses selektive Marketingexperiment spiegelte eine japanische Ingenieursphilosophie wider, die Kansei-Engineering genannt wird und auch von anderen japanischen Unternehmen angewandt wurde. Alle Produkte wurden online unter „willshop.com“ angeboten.
Das Programm umfasste neben Pkw auch Hotels und verschiedene elektronische Artikel.
Die Pkw-Produktion lief von Januar 2000 bis zum Juli 2005.

## Produkte und Dienstleistungen unter der Marke WiLL
- Asahi
  - WiLL be Free
  - WiLL Via Smooth
  - WiLL Sweet Brown Beer
- Ezaki Glico
  - WiLL ice for relax
  - WiLL on time chocolate
  - WiLL tablet relax
  - WiLL black beans candy
- Kao
  - WiLL clear mist
  - WiLL air freshener
  - WiLL OneWeek room freshener
- Panasonic
  - WiLL Fax Machine ( WiLL Fax KX-FKN110 ) and attached handset ( KX-PW110CL )
  - WiLL Collapsible Bike (WiLL Bike, later WiLL E-Bike, battery powered)
  - WiLL Mini Fridge (WiLL Fridge NR-B162R)
  - WiLL Vacuum Cleaner (WiLL Cleaner)
  - WiLL Desktop-PC mit LC-Display (WiLL PC)
  - WiLL Alkaline ion water conditioner (WiLL A-Pure PJ-A301)
  - WiLL Air purifier (WiLL Ion Conditioner)
  - WiLL Microwave (WiLL Range)
  - WiLL Full automatic washing machine with drying function (WiLL Laundry)
  - WiLL seat cushion heater (WiLL Cushion Heater)
  - WiLL Portable MD Player (WiLL MD)
  - WiLL SD Multi Camera (WiLL D-Snap)
  - WiLL DVD stereo system (WiLL Theater)
  - WiLL Video built-in type TV (WiLL Tele-Video)

- Kokuyo
  - WiLL stationery „Actic“
- Kinki Nippon Tourist
  - WiLL City and Resort Tour
  - WiLL Tour Hokkaido
  - WiLL Tour Kyushu
  - WiLL Tour Okinawa
  - Will Sports Tour

## WiLL Fahrzeuge (Toyota)
Toyota bot drei individuell gestaltete Fahrzeuge an, die auf den Mechanismen bestehender Toyota-Modelle basierten. Die Serie sollte den Markt ansprechen, der von Toyotas regulärem Angebot nicht abgedeckt wurden, und herausfinden, wie kommerziell umsetzbar ungewöhnliche Designs waren. Die amerikanische Scion-Baureihe basiert auf einem ähnlichen Konzept. Alle WiLL-Fahrzeuge wurden nur in Japan und nur in Toyota Vista Stores verkauft. Nach dem Ende des WiLL-Projekts im Jahr 2004 stellte Toyota die Produktion von Fahrzeugen der Marke WiLL ein und benannte die Toyota Vista-Händler in Toyota NETZ um, zusammen mit der Einführung des Scion in Nordamerika.

### WiLL Vi
Der WiLL Vi ist ein Kleinwagen, der von 2000 bis 2001 produziert wurde und dessen markantes Design Elemente vieler anderer Autos kombiniert. Der WiLL Vi wurde von der damals neu gegründeten Virtual Venture Company unter der Leitung von Jim Shimizu entworfen. Die einzigartig aussehende Heckscheibe war bereits beim Mazda Carol, dem Ford Anglia (1959–1968) und dem Citroen Ami zu sehen. Der „Neo-Retro“-Look repräsentierte eine Periode in Japan, in der Fahrzeuge das Design historischer Fahrzeuge aus den 1950er und 1960er Jahren übernahmen, wie z. B. der Nissan Be-1, Nissan Figaro, Nissan S-Cargo, Nissan Pao, der Toyota Origin, der Subaru Vivio Bistro und der Mitsubishi Minica Town Bee. Die Kurve der Heckpartie ähnelt auch der der zweiten Generation des Renault Mégane.
Der Wagen war mit MacPherson-Federbeinen für die Vorderräder und einer Torsionslenkerachse für die Hinterräder ausgestattet. Der Wagen war in einer Reihe von Pastellfarben lackiert, und die Kunststoffradabdeckungen ähnelten Sanddollars. Eine der wenigen Optionen war ein Schiebedach aus Segeltuch, und das Fahrzeug war mit Sitzbänken für die vorderen und hinteren Passagiere ausgestattet, wobei der Schaltknüppel am Armaturenbrett angebracht war.
Die Verkaufszahlen waren enttäuschend, und so wurde der Vi durch den WiLL Cypha ersetzt.

### WiLL VS
Der WiLL VS wurde offiziell auf der Los Angeles Auto Show 2001 vorgestellt, als Vorläufer der Einführung von Scion in Nordamerika, und im April desselben Jahres auf dem japanischen Markt im Rahmen einer massiven Werbekampagne mit der britischen Elektronikgruppe Underworld verkauft. In der TV-Werbung wurde deren sechs Jahre zuvor veröffentlichter Hit „Born Slippy“ gespielt. Der WiLL VS wurde bei Kanto Auto Works hergestellt. Die Inspiration für das Design des WiLL VS soll vom Lockheed F-117 Nighthawk Stealth Fighter abgeleitet worden sein. Auch äußerlich weist er viele Ähnlichkeiten mit dem Renault Avantime auf.
Die WiLL VS wurde in drei Ausstattungsvarianten angeboten. Das Spitzenmodell war mit Leichtmetallrädern, Nebelscheinwerfern, Karosserie-Kit und Tiptronic-Schaltung ausgestattet. Die Modelle sind mit Automatikgetriebe, Tiptronic und Sechsgang-Schaltgetriebe erhältlich und werden von Toyotas 1800-cm³-VVT-I-Motor mit 140 PS oder dem VVTL-I-Motor mit 180 PS angetrieben, der auch im höher ausgestatteten Toyota Celica zum Einsatz kommt. Der VS schloss sich dem überarbeiteten Vi an, der in Cypha umbenannt wurde, und bot den WiLL-Käufern die Wahl zwischen einem breiteren Auto und einem stärkeren Motor. Die Breitenmaße des VS überstiegen die Vorschriften der japanischen Regierung, die Fahrzeuge auf der Grundlage ihrer Außenmaße besteuerte, was die Käufer des VS zu spüren bekamen.
Trotz seines Erfolgs auf dem japanischen Markt, wo der WiLL VS Kultstatus genoss, wurde das Modell nie in Übersee eingeführt. Zur Enttäuschung der Fans wurde die Produktion des WiLL VS um 2004 eingestellt und nie ein Nachfolgemodell angekündigt. Dennoch würden einige argumentieren, dass es angesichts des futuristischen Designs des WiLL VS, das einige der neueren Autos gerade erst zu übernehmen begannen, für mindestens ein weiteres Jahrzehnt keine Notwendigkeit gab, ihn zu ersetzen. Dazu gehören zukunftsweisende Merkmale wie die schnittige Karosserieform, die aerodynamischen Winkel, die Scheinwerfer (die 2001 als revolutionär galten), der beleuchtete Tachometer und die klaren LED-Rückleuchten.
Das Auto wurde als Polizeifahrzeug in dem 2001 in Hongkong gedrehten Film „2002“ und in „Machine Bull“ in der Super Sentai-Serie Tokusou Sentai Dekaranger von 2004 verwendet.
Der WiLL VS ist eines der wenigen Konzeptfahrzeuge, die in Produktion gingen, wenn auch nur in geringer Stückzahl, nur 15.000 wurden jemals produziert. In den darauffolgenden Jahren haben mehrere andere Fahrzeuge das Design des WiLL VS übernommen, insbesondere der Opel Astra von 2004 und der Renault Mégane.

### WiLL Cypha
Der WiLL Cypha wurde von 2002 bis 2005 produziert. Er teilte viele seiner mechanischen Komponenten, einschließlich der 1,3-Liter-2NZ- und 1,5-Liter-1NZ-Motoren, mit dem Ist. Das Styling greift die Themen des Vitz/Yaris auf, ist aber kantiger und knüpft an den kurzlebigen WiLL Vi an. Auffallend sind die auf Höhe der Heckscheibe angeordneten Rückleuchten, die an den Renault Mégane II erinnern, und die markanten Scheinwerfer mit vier senkrecht angeordneten Lampen pro Seite. Im Innenraum wurde ein abgerundetes Thema aufgegriffen, wobei Elemente wie die Türgriffe und die Mittelkonsole rund sind. Alle Will VC' und WiLL Cyphas wurden von Central Motors in seinem „Headquarters-Werk“ in Ōhira, Miyagi, Japan, hergestellt.
Er wurde 2001 als WiLL VC angekündigt, kam aber 2002 als WiLL Cypha auf den Markt.
Der Cypha (eine Kombination aus den Wörtern „cyber“ und „phaeton“) war eines der ersten Fahrzeuge, die mit dem Toyota-Telematiksystem G-Book ausgestattet wurden. Das Fahrzeug wurde auch mit dem Verkaufskonzept „Pay as you go“ beworben, d. h. man hatte die Möglichkeit, das Auto nicht mit monatlichen Raten zu kaufen, sondern es zu leasen und nur eine monatliche Rechnung zu bezahlen, die sich danach richtete, wie weit man in einem Monat gefahren war. Wenn der Fahrer das Fahrzeug nicht mehr wollte, gab er es an den Toyota-Händler zurück.

## Modellübersicht

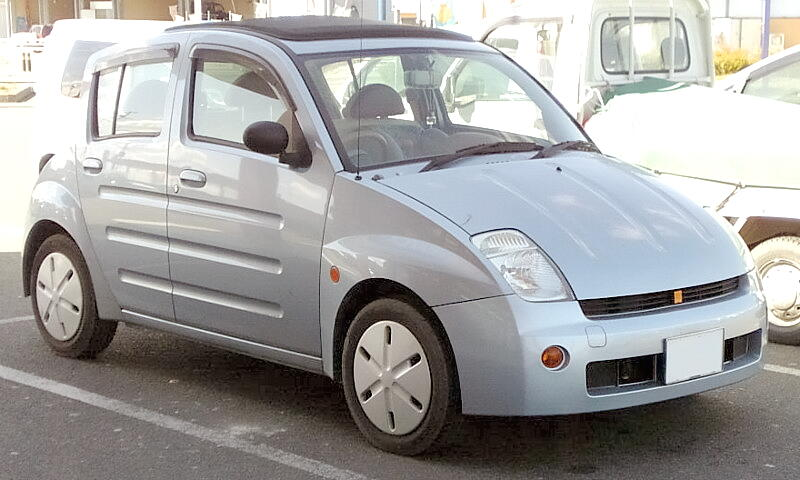
Will VI 01/2000–12/2001
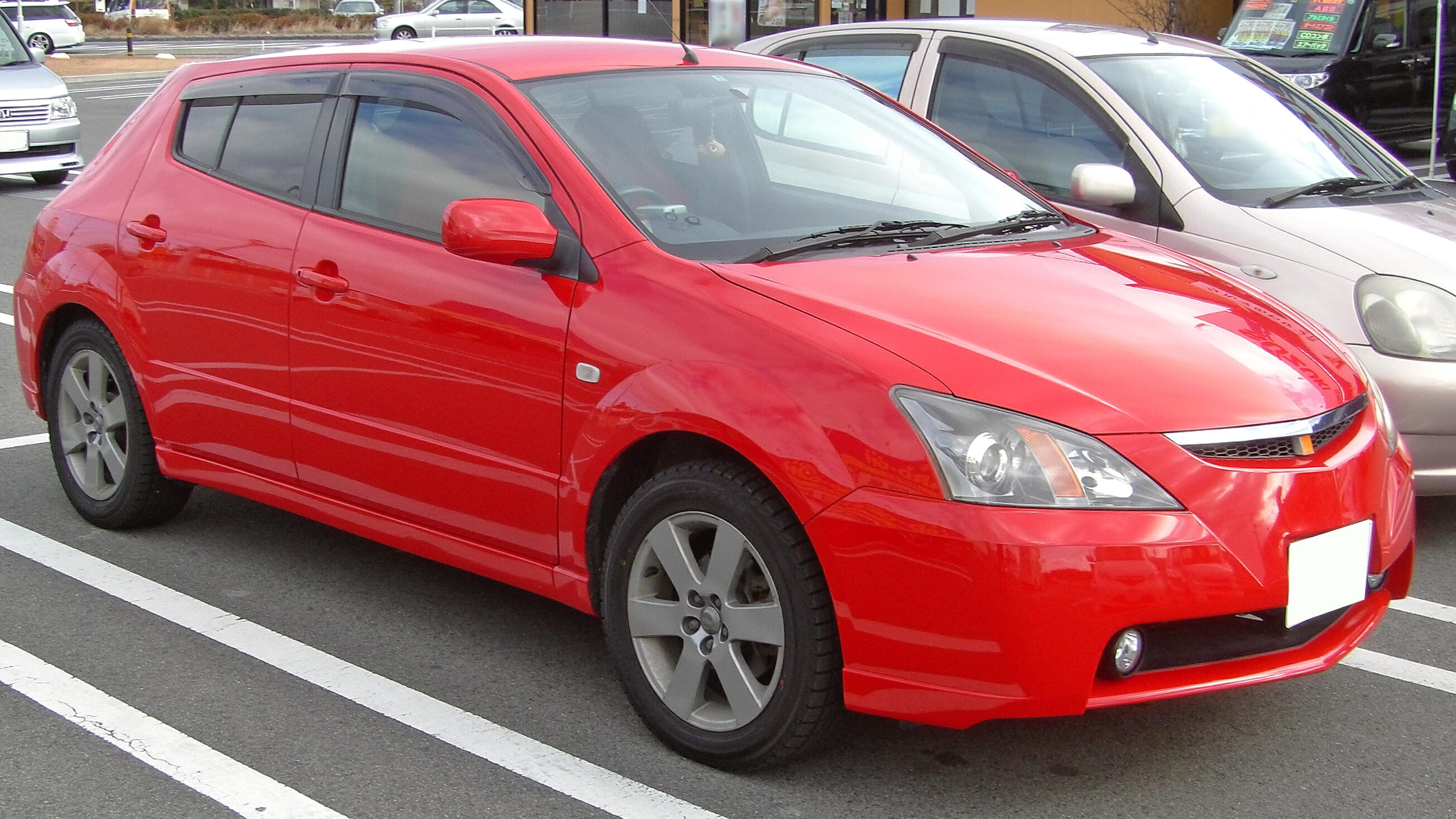
Will VS 01/2001–04/2004
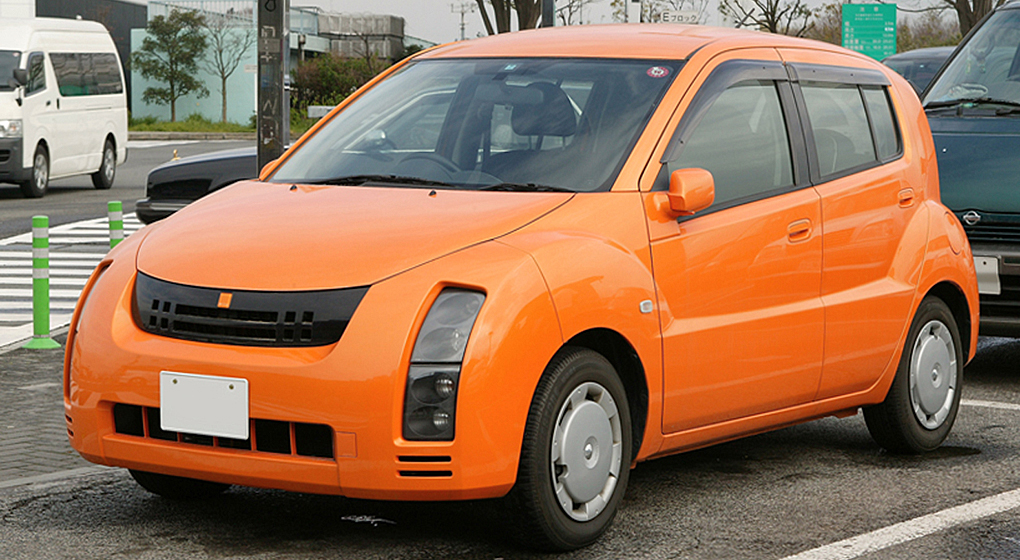
Will VC 08/2002–2003 Will Cypha 2003–02/2005